# ADATA
ADATA Technology Co., Ltd. é uma manufatura sem fábrica de Taiwan, que produz memória e armazenamento, com ações vendidas na bolsa de valores (3260:TAI), fundada em maio de 2001 por Simon Chen ( chinês tradicional : 陳立 白). Sua principal linha de produtos consiste em módulos DRAM, pendrives, drives de disco rígido, drives de estado sólido, cartões de memória e acessórios móveis. A ADATA também está se expandindo para novas áreas, incluindo robótica e sistemas de propulsão elétrica. Além de sua marca principal ADATA, a empresa também vende hardware e acessórios de jogos para PC com a marca XPG.
Em 2017, a ADATA era a segunda maior fabricante de módulos DRAM do mundo e tinha uma capitalização de mercado de US$ 680 milhões. Nos últimos anos, a ADATA estendeu seus negócios para a Europa e as Américas, ao mesmo tempo que competia fortemente com a Samsung na Ásia.

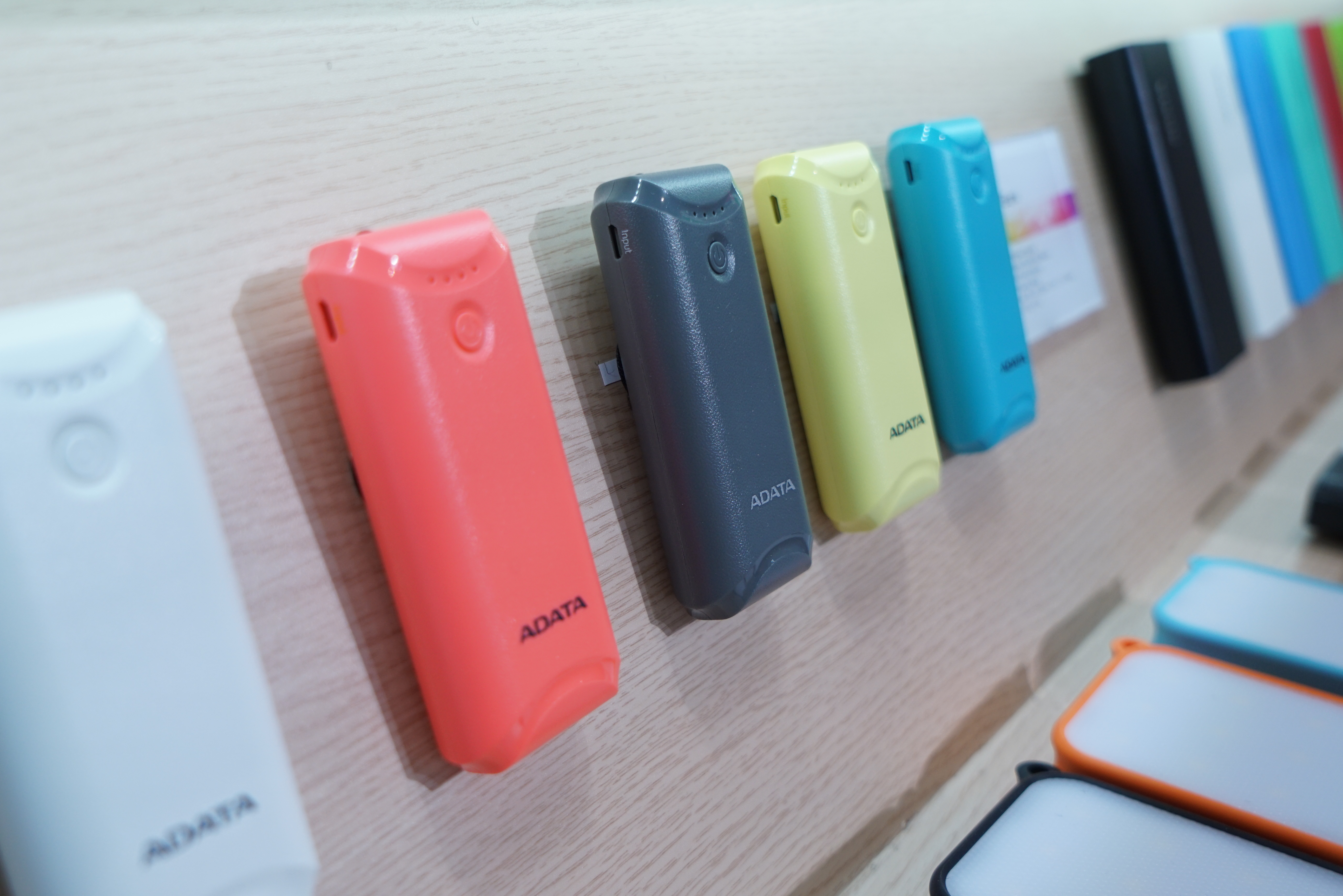
Os mais recentes bancos de energia da ADATA em exibição na Computex Taipei 2018.

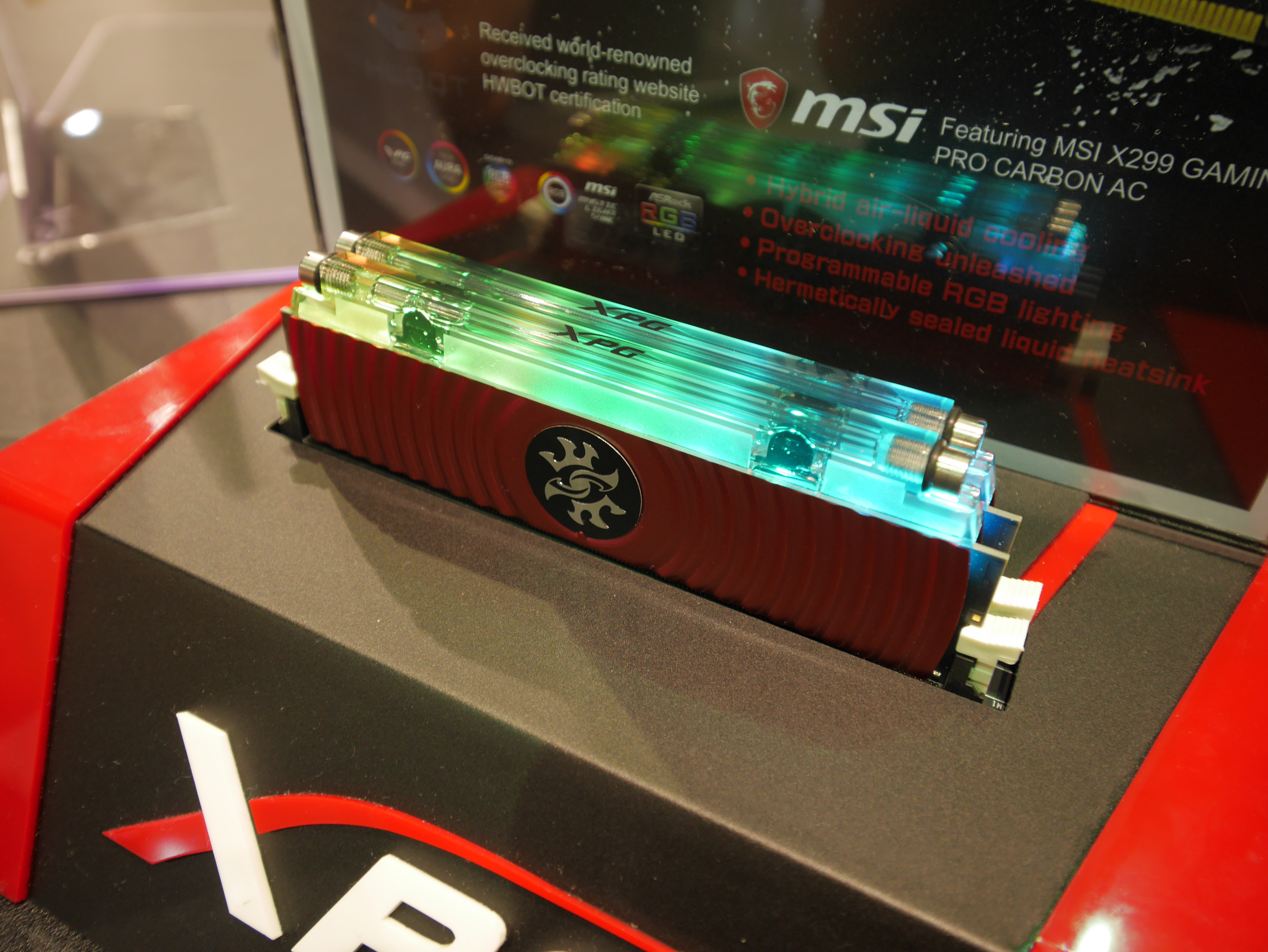
Módulo de memória XPG DDR4 RGB.